# Westhill (Aberdeenshire)
Westhill – miasto w północno-wschodniej Szkocji, w hrabstwie Aberdeenshire, położone na zachód od Aberdeen. W 2011 roku liczyło 10 984 mieszkańców.
Utworzone w 1968 roku i zbudowane od podstaw w latach 70. XX wieku. Pełni funkcję miasta satelickiego Aberdeen; także ośrodek przemysłu budowlanego, drzewnego i naftowego.